# 日落點 (佛羅里達州)
日落點（英語：Sunset Point）是位於美國佛羅里達州門羅縣的一個非建制地區。該地的面積和人口皆未知。

## 地理
日落點的座標為25°02′53″N 80°29′24″W / 25.048°N 80.49°W，而該地的平均海拔高度為1米（即3英尺）。